# Michael Gottfredson
Michael R. Gottfredson  (16 de enero de 1951- actualidad) es profesor de investigación de Criminología, Derecho y Sociedad en la Universidad de California, en la cual fue rector y vicerrector ejecutivo. También es el expresidente de la Universidad de Oregón, papel que se desempeñó desde el 1 de agosto de 2012 hasta el 6 de agosto de 2014.
Junto a lo anterior, estuvo trabajando en varios apartados para diferentes universidades, como para la de Illinois, la Escuela de Graduados de Justicia Penal de la Universidad Estatal de Nueva York.
Pero su papel más destacado es por la creación y desarrollo de la Teoría del autocontrol del crimen, cuya teoría criminológica propone que la falta de autocontrol individual es el factor principal detrás del comportamiento delictivo.